# 足利忠綱
足利 忠綱（あしかが ただつな）は、平安時代末期の武将。鎮守府将軍・藤原秀郷を祖とする藤姓足利氏5代当主。治承・寿永の乱の宇治川の戦いにおいて、平氏方について戦った。

## 生涯
足利俊綱の子として誕生。『吾妻鏡』は、忠綱を形容して「末代無双の勇士なり。三事人に越えるなり。所謂一にその力百人に対すなり。二にその声十里に響くなり。三にその歯一寸なり」と記している。祖父・足利家綱も巨人だったと伝わる他、巨体でないと着こなせない大鎧避来矢を着用したと伝わる。
藤姓足利氏は下野国足利荘を本拠として「数千町」を領掌する郡内の棟梁で、同族である小山氏と勢力を争い「一国之両虎」と称されていた。しかし藤姓足利氏は、忠綱が産まれた頃には新田義重や足利義康により所領を大きく失っており、また久寿2年（1155年）の大蔵合戦によって、同盟であった秩父重綱や源義賢が源義平・新田義重に滅ぼされ、藤原足利氏を取り巻く環境は過酷な時代にあった。
忠綱がいつ頃に家督を継いだのかははっきりしていないが、『吾妻鏡』によると治承4年（1180年）の以仁王の挙兵において、小山氏が以仁王の令旨を受けたのに対し、足利氏が受けなかったことを恥辱として平氏方に加わったという記録がある。忠綱は17歳であり初陣であったというが、一門を率いて上洛し、平氏の有力家人・藤原忠清の軍勢に加わって以仁王と源頼政を追撃した。
治承4年（1180年）5月、宇治川の戦いで敵大将の源頼政が奈良に向かおうと平等院を発とうとしたところ、大雨によって宇治川が荒れ果てており、そこに藤原忠清の軍勢が到着する。平家軍は川を迂回して平等院に渡るか、河内に向かって奈良への進行を阻止すべきか口論となったところ、忠綱が進み出て発言する。「今大将を討たなければ、敵は奈良に入り多くの軍勢が合流し大変なことになる。自分の故郷には坂東太郎という日本一の大河があるが、戦の時には馬箋を組み渡ったという。この川は坂東太郎とはさほど変わらない。我に続け。」と足利一族を率い先陣で渡河し、見事平等院に討ち入る大功を立てたという華々しい活躍が『平家物語』に描かれている。またその一方で、先祖藤原秀郷より伝来し、祖父家綱や父俊綱より授かった大鎧、避来矢を戦場で見失い慌てふためいたという話や、敵軍が鎧を盗もうとしたが重すぎて持てなかった、といったような伝承が残っており、忠綱が避来矢を大事にしていたことや、初陣で緊張していたかが伝わってくる。
宇治川の戦いの後、平家の全軍は京都に帰ったが、宇治川で第一陣を張った藤原忠清は「この度の勝利は忠綱の殊勲によるもの。向後のためにも褒賞を賜りたく」と申し出た。平清盛はこれを受け入れ忠綱を招き、遠慮なく褒美を申せと伝えると、忠綱は父・俊綱のかねてからの望みであった上野十六郡の大介任官と新田荘を屋敷所にすることを平清盛に願い出て、これが承諾された。しかし、これを妬んだ忠綱の叔父４人戸矢子有綱、佐野基綱、阿曽沼広綱、木村信綱達が「一族全員が川を渡ったのだから、勧賞を平等に配分すべき」と抗議を行い、平清盛は仕方なく全員に一郡ずつ与え、忠綱には六郡のみ与えたという。巳の刻（午前11時頃）から未の刻（午後1時）までの間の、午の刻のみ上野大介となったことから、「午介」とあだ名されて嘲笑されたと伝えられる。この話の背景には、元々、新田郡含む上野国は藤姓足利氏の所領だったが、新田荘の地主職の新田義重が2代目藤姓足利氏の足利成綱の娘を母としており、足利成綱とその娘が急逝した結果、相続が曖昧となり、新田義重に領主権が渡った経緯がある。祖父家綱、父俊綱は、源義家の一族に新田郡を譲った覚えはないと、度々訴訟を起こしており、忠綱もそれを強く意識していたと思われる。また、新田荘を巡っては、藤姓足利氏は秩父氏の秩父重隆と同盟を結んで、度々新田義重と戦争も行っている。
この恩賞撤回に不満を感じた忠綱は、小野寺道綱や他の郎党数百人を連れ下野に帰り、平家から離反、叔父たちとは縁を切ったという。その頃、伊豆では源頼朝が石橋山の戦いに敗れて再挙の兵を集っており、忠綱や小野寺道綱はこれに加わった。治承4年（1180年）9月11日には源頼朝の平氏追討軍に、上総広常と共に忠綱が与力。平家が破れて京都に帰ると、頼朝は鎌倉で捕虜60余名の大がかりな処刑を行い、その中の大庭景親処刑にあたっては、大庭景親の息子の処刑を忠綱に命じた。この時忠綱は恩賞で旧領地の十郡を得た。
治承4年（1180年）11月、源頼朝が常陸国の佐竹氏に対して、侵略を開始する。この辺りから藤姓足利氏を取り巻く環境が大きく変わってくる。佐竹氏は藤原足利氏とは同盟の関係にあった。佐竹義政は帰服を申し出ようとするが、源頼朝の使者上総広常の騙し討ちに遭い殺害されてしまう。結局、佐竹氏は頼朝への帰順を余儀なくされる。頼朝は敗走する平氏の追討以上に、関東の豪族達や同族の源氏を敵視していた。
さらに、治承5年/養和元年（1181年）になると藤原足利氏と競合しあっていた源姓足利義兼・新田義重が頼朝に帰順し、一門からは佐貫広綱が頼朝の御家人となり、関東圏内の頼朝の支配力が増していく。
寿永2年（1183年）2月、常陸国の志田義広が頼朝を討つべく、鎌倉に向けて兵を挙げる。義広は頼朝とは親戚の関係にあったが、親子同然のように仲が良かった兄・源義賢を源義平に殺害されており、源義平の弟である頼朝とは相いれない関係だった。そんな志田義広と利害が一致したのか、あるいは、大蔵合戦での出来事に思うところがあったのか、忠綱は真っ先に呼応し源頼朝からの離反を決める。（大蔵合戦当時、藤姓足利氏は秩父氏と同盟関係にあり、新田荘を巡って源義賢と共に新田義重と対峙したことがあった。)　次に、義広は忠綱と同族の小山氏を誘うが、小山朝政は味方すると返事をしつつも、騙し討ちを行い、下野国野木宮で合戦となる(3月18日）。そこには忠綱の叔父戸矢子有綱や佐野基綱の他、ずっと行動を共にしてきた小野寺道綱などの姿もあった。恩賞撤回騒動以降、戸矢子有綱や佐野基綱を始めとする藤姓足利氏支流と忠綱は関係が悪かった。小野寺道綱こそ良好な関係であったが、戸矢子有綱の娘婿となっており、宗家からやむを得ず離反したと思われる。合戦は突如行われたため、俊綱・忠綱親子は戦いには間に合わず、志田義広は敗走し、忠綱もまた戦わずして敗北することとなった。
敗北した忠綱は上野国の山上郷龍奥に籠もったというが、その後は郎党・桐生六郎のすすめに従い、山陰道を経て西海へ赴いたと吾妻鏡に書かれている。同年9月、頼朝は和田義茂に俊綱追討を命じ、義茂は三浦義連・葛西清重・宇佐美実政と共に下野国に下った。しかし、俊綱は追討軍が到着する前に桐生六郎に裏切られて殺害されており、藤原足利氏はほぼ滅亡状態となった。頼朝は「譜代の主君を討つとは不届き」として桐生六郎を処刑し、藤姓足利氏に対して帰順を条件に妻子含め本宅資材の安堵を約束し、一部所領が返還された。また、忠綱の祖父家綱も生き残った。忠綱は足利市の福巌寺を創立し、俊綱の供養を行ったという。
再び頼朝に帰順した後の平家との戦いの記録で忠綱の名前は見つかっていないが、戦後処理の中で忠綱と思わしき人物が登場する。文治元年（1185年3月24日）壇ノ浦の戦いにて平家が滅亡すると、4月11日には頼朝の元にその知らせが届いた。しかし、4月15日に無断任官を行った者たちに頼朝が激怒したと吾妻鑑に記載されており、その中に兵衛尉忠綱という人物が「本領少々返し給うべきの処、任官して、今は相叶うべからず。鳴呼の人かな」と頼朝に侮辱されており、名前、境遇から足利忠綱というのが濃厚である。
その後の忠綱は、伝承によると頼朝の勅勘により九州で謹慎処分となった後、源姓足利氏の足利義兼の家人となったという。実際、足利市鑁阿寺などに伝わっている伝承がある。建久7年（1196年）、鑁阿寺に屋敷を構える足利義兼が鎌倉へ滞在中、忠綱が鑁阿寺で留守を預かっていたが、足利義兼の妻・北条時子が妊娠したように腹部がふくれてしまった。北条時子の侍女の藤野が、忠綱が不義密通を行ったに違いないと足利義兼に伝え、忠綱に追手がかかってしまう。忠綱には身に覚えのない事だった。実は、藤野は忠綱に振られた腹いせに虚偽の報告を行ったという。（伝承には幾つか変種や相違があり、藤野が足利義兼と恋仲にあり、北条時子を排除しようとしたとも言われる。）その後、北条時子は身の潔白を証明するために自害し、腹からは大量の蛭が見つかった。怒った足利義兼は、藤野を牛裂きの刑に処したと伝えられている。実際に鑁阿寺には現在も北条時子の供養塔や蛭の原因となったという井戸が残されており、伝承に過ぎないといえど、非常に多くの遺跡が残されている。
また、忠綱は鑁阿寺を抜け出す際、天満宮に無実が晴れるようにと祈願を行った後、鞍もついてない馬に乗り逃亡したといい、祈願の時に鞭代わりの藤の枝を地面に差したまま忘れていった。するとその藤の枝は芽吹き、立派な大木となったことから、今でもその天満宮は逆さ藤天神と呼ばれている。無実の罪を疑われ天満宮に祈願を行うというのは、奇しくも、祖父足利家綱が辿った境遇、行動共に全く同じであった。さらに追手から逃げる際に落馬したという馬打峠や、忠綱が追手に捕まり討たれたという上野国（群馬県桐生市）の皆沢八幡宮など、伝承は多岐に渡る。皆沢八幡宮は忠綱を祭神としており、皆沢に身を隠していた忠綱は、白犬が吠えたために見つかり討たれたという伝承が残る。この事件で本当に亡くなったかどうかは定かではないが、いずれにせよ忠綱は行方不明となり、藤姓足利氏宗家は歴史の表舞台からは消えた。
忠綱を語るにあたり、もうひとつ重要な伝承が残されている。愛媛県西予市宇和町には歯長城という城があり、治承年間（1177~1181)の間に足利又太郎忠綱が築城したと『宇和旧記』『愛媛面影』『予陽塵芥集』などに記述がある。これらは江戸時代の書物であり、確実な証拠には至らないが、『吾妻鏡』に野木宮合戦の後、西海へ赴いたという記述と合致する。また、歯長城以外にも周囲には歯長寺、歯長峠、高智神社など、忠綱の伝承が伝わる史跡が数多く残されている。そして言い伝えでは、源氏に追われて隠れ住んでいたとも、足利と名乗る事を憚り、歯長又太郎あるいは田原又太郎と名乗ったとも伝えられている。源氏に追われてというのは野木宮合戦後に源頼朝に追われて、あるいは、鑁阿寺伝承と照らし合わせ足利義兼に追われて、のどちらかと考えられる。初陣である宇治川の戦いから野木宮合戦の間は２年弱しかなく、この間に源氏から追われて逃げ落ちてきたとは考えにくい。また、他の藤姓足利氏の一門が行動を共にしていた痕跡が残されていない点から考えても、この２つのどちらかといえる。また、足利を名乗ろうとしなかったという話も、逃亡して隠れていたというのであれば話の筋は通っているし、足利の本領地を失い、足利を名乗るのを辞めたとも考えられる。治承年間に築城したというのは、治承4年（1180年）宇治川での忠綱の活躍が有名だったから、忠綱といえばその辺りの年代だろうと推測して書かれたと思われる。

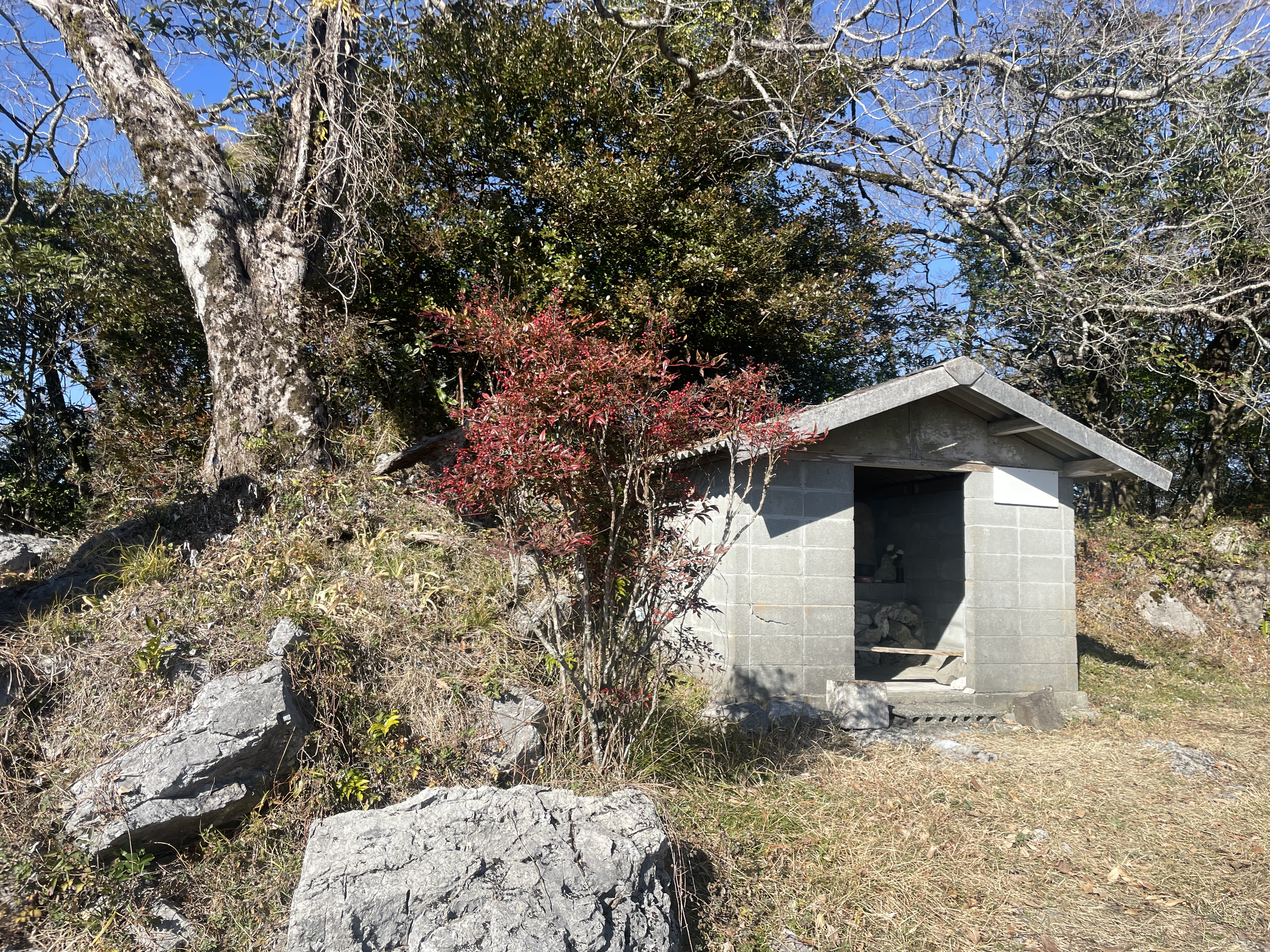
歯長城跡（旧歯長寺跡)2024年1月時点

史跡のひとつの歯長寺では、歯長城で亡くなった忠綱の遺体を埋葬したと伝わっており、墓が残されている。元応年間に開山の理玉和尚が忠綱の守り本尊である千手観音像を掘り当てたことや、明治二十年代、山門改築時に忠綱墓たる円墳を改めた際、大瓶の棺より頭骸、下顎、歯、大腿、下肢、骨出が現れ巨人の骨格だったという伝承が伝わっている。なお、この歯長寺および忠綱の墓は元々歯長城のそばにあったが、昭和３５年焼失し昭和４２年に移設されており、現在元々の歯長寺の場所には送迎庵見送り大師という名のお堂が建っている。
鑁阿寺に伝わる伝承の忠綱の討ち死は建久7年（1196年）の出来事で、歯長城で忠綱が亡くなったのであれば時系列には矛盾が生じている。この辺りの出来事や年代も曖昧となっている理由に、足利義兼から嫌疑をかけられ逃亡を行い、姿を隠したことが原因と考えられる。吾妻鑑には、野木宮合戦の時点で「西海に落ちていった」と記載されているが、頼朝に帰順するよう迫られているのだから、実際に西海に赴いたのは足利義兼から逃亡した時ではないかと考えられる。足利市に福巌寺を創立し、俊綱の供養を行っている点においても、野木宮合戦の直後に西海に落ちていったのでは福巌寺を建てることは出来ないので裏付ける根拠となる。従って、頼朝に従い平氏を滅亡させた後は、鎌倉幕府に下り足利義兼の家人となるが、不義密通の疑いにより逃亡、愛媛県西予市宇和町の歯長城に隠れ住んだと考えられる。（この場合、皆沢八幡宮で亡くなったのは、忠綱の身代わりとなった家人と仮定する）
忠綱が大切にしていた避来矢は、経緯は不明だが佐野基綱(一時的に宗家滅亡後、足利氏を名乗っていた)の手に渡り、以降、代々佐野氏が管理していく。江戸時代に火災にあり一部を残して消失してしまうが、焼け残った部分は佐野市の唐沢山神社に国宝として保管されている。

## 子孫
忠綱の妻子に関する正確な資料は残されていないが、下野小野寺氏(川崎小野寺氏)に代々伝わる文書の系図によると、小野寺道業の側室は忠綱の娘と記載されている。(小野寺道業は小野寺道綱の養子の子である）戸矢子有綱の娘の誤記とする説もあるが、忠綱と戸矢子有綱の関係性を踏まれると考えにくい。
しかし、小野寺氏との関係性が悪くなった野木宮合戦以降に縁談がある可能性は低く、逆に野木宮合戦以前だとすると、忠綱の年齢的に子供がいたとしてもかなり幼い年齢となり縁談があったとは考えにくい。

したがって小野寺氏と縁談を設けたというより、先述の嫌疑により忠綱が鑁阿寺を離脱する際に子供と生き別れ、その遺児を小野寺氏が引き取って一族に迎え入れたと考えるのが自然だが、想像の域を出ない。(小野寺道綱の母親は忠綱の姉にあたる）

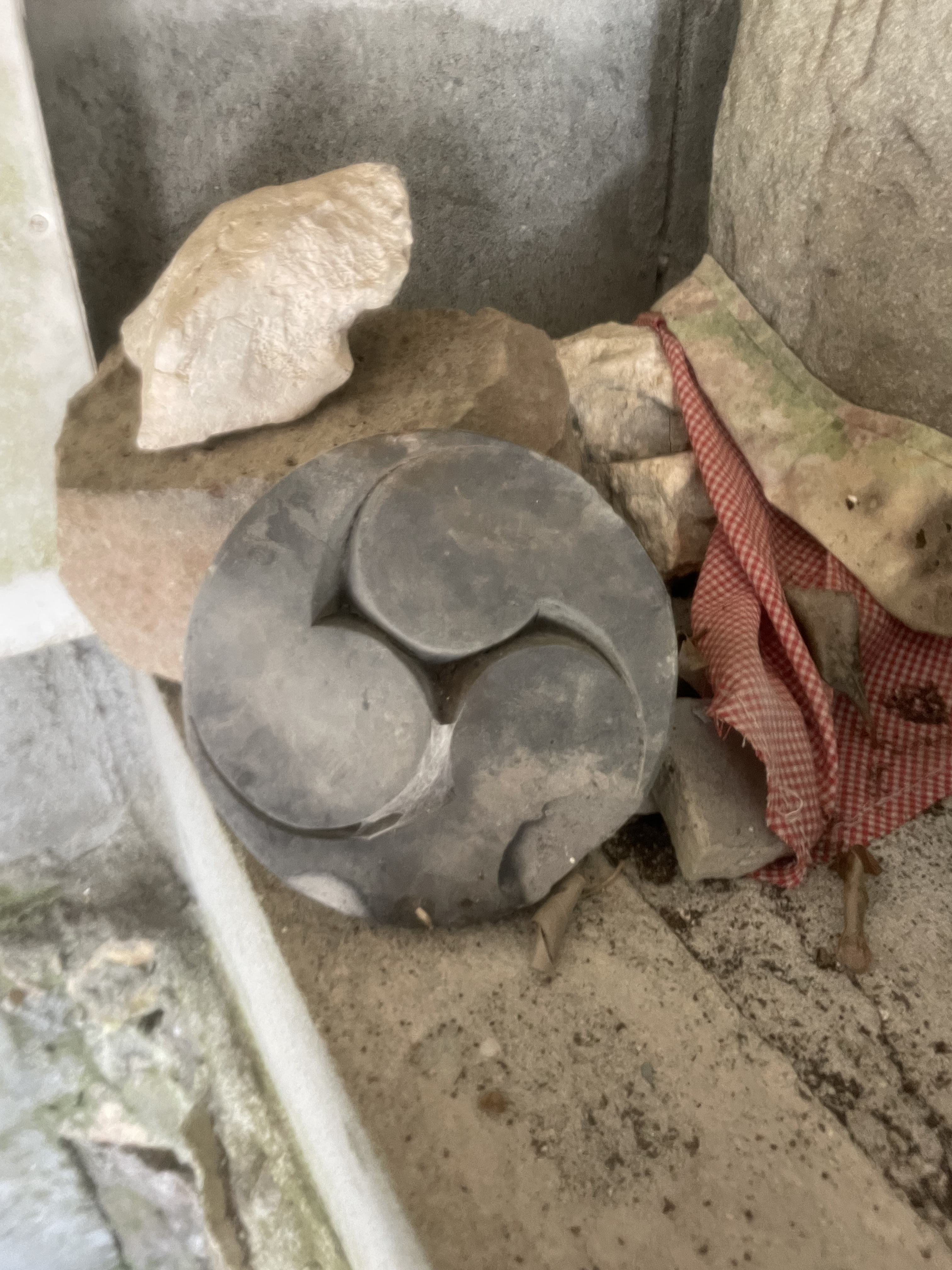
旧歯長寺跡地に残された左三つ巴紋。関連性は不明だが、下野の秀郷流が良く用いる。

## 史跡
- 福巌寺・・・足利市緑町。忠綱が開基となって父母の供養のため寿永2年に創建されたとされる。
- 逆藤天満宮・・・足利市鑁阿寺北。建久7年に忠綱が無実の罪が晴れるように祈願した際、逆さに指した藤の枝が後に大木となったと言う伝承がある。
- 歯長城・・・愛媛県西予市宇和町。忠綱が隠れ住み余生を過ごしたという。
- 歯長寺（移転後）・・・愛媛県西予市宇和町。忠綱の墓がある。
- 歯長峠・・・巨人の伝説が残る。
- 牛裂地蔵・・・鑁阿寺境内西にある藤野の供養塔。明治年間に消失した。

- 高智神社・・・愛媛県西予市宇和町。伝承が多く残されているが、戦国時代の歯長城主と混同され、忠綱が戦国時代の人物として説明されている。

- 皆沢八幡宮・・・群馬県桐生市。鑁阿寺から逃げ出した忠綱がここで討たれたと伝わる。
- 川上城・・・熊本県阿蘇郡。城主野尻氏が足利忠綱の後裔としており、城の裏忠綱の供養塔がある。延享3年(1734年)建立。